# エミリアン・ガイエトン
- エミリアン・ガイユトン
- エミリアン・ガイルトン

エミリアン・ガイエトン（Émilien Gailleton、2003年7月13日 - ）は、イングランド・クロイドン出身のラグビー選手。フランス代表。
現在はトップ14のセクシオン・パロワーズに所属している。

## 略歴
2008年からカオール・ラグビーでラグビーを始め、2017年からはSUアジャンでジュニア時代を過ごした。
2021年10月にSUアジャンでプロデビュー。
2022年10月、フランス代表に初招集された。
2022年12月にフランス最上位リーグであるトップ14のセクシオン・パロワーズに移籍した。
2022-23シーズンにはトップ14で14試合に出場し、シーズン最多トライを記録。
2023年5月、ふたたびフランス代表に招集され、8月5日の対スコットランド代表戦でテストマッチに初出場した。

## 受賞歴
トップ14シーズン最優秀若手選手：2023年